# Imelda Chiappa
Imelda Chiappa (Sotto il Monte Giovanni XXIII, Llombardia, 10 de maig de 1966) és una ciclista italiana, ja retirada, especialitzada en el ciclisme en carretera. Del seu palmarès destaca la medalla de plata als Jocs Olímpics d'estiu d'Atlanta.

## Palmarès
- 1985
  - Vencedora d'una etapa al Tour de l'Aude
- 1987
  - 1a al Gran Premi de Brissago
- 1988
  - Vencedora d'una etapa al Tour de l'Aude
- 1989
  - Vencedora d'una etapa al Giro d'Itàlia
- 1993
  -  Campiona d'Itàlia en ruta
  -  Campiona d'Itàlia en contrarellotge
- 1994
  -  Campiona d'Itàlia en contrarellotge
  - 1a al Giro del Trentino
  - Vencedora de 2 etapes al Giro d'Itàlia
- 1995
  -  Campiona d'Itàlia en contrarellotge
  - 1a al Memorial Michela Fanini
- 1996
  -  Medalla de plata als Jocs Olímpics de 1996 en Ruta
  - 1a al Giro del Friül
  - Vencedora de 3 etapes al Giro d'Itàlia
  - Vencedora d'una etapa de la Volta a Portugal
- 1997
  -  Campiona d'Itàlia en ruta
  - 1a al Memorial Michela Fanini i vencedora d'una etapa
  - 1a al Trofeu Costa Etrusca
- 1998
  -  Campiona d'Itàlia en contrarellotge
  - Vencedora d'una etapa al Giro de Toscana-Memorial Michela Fanini